# Ephesia hampsoni
Ephesia hampsoni là một loài bướm đêm trong họ Noctuidae.